# 1 Tessalonicenses 4
1 Tessalonicenses 4 é o quarto capítulo da Primeira Epístola aos Tessalonicenses, de autoria do Apóstolo Paulo (com o apoio de Silas e Timóteo), que faz parte do Novo Testamento da Bíblia.

## Estrutura
1. Exortações à pureza pessoal e social, v. 1-8
2. Exortações ao amor fraternal e ao trabalho, v. 9-12
3. Esperança consoladora para os que perderam um ente querido, v. 13,14
4. A ordem das ressurreições, v. 15
5. Ocorrências relacionadas com a aparição de Cristo, v. 16-18

## Manuscritos originais
- O texto original é escrito em grego Koiné.
- Alguns dos manuscritos que contém este capítulo ou trechos dele são:
  - Papiro 30
  - Uncial 0183
  - Codex Vaticanus
  - Codex Sinaiticus
  - Codex Alexandrinus
  - Codex Freerianus
  - Codex Claromontanus
- Este capítulo é dividido em 18 versículos.